# التا ویستا وارد
التا ویستا وارد (به انگلیسی: Alta Vista Ward) یک منطقهٔ مسکونی در کانادا است که در انتاریو واقع شده‌است.

## خصوصیات
التا ویستا وارد ۲۰٫۳ کیلومترمربع مساحت و ۴۶٬۵۰۰ نفر جمعیت دارد.